# Boiardo (storia)

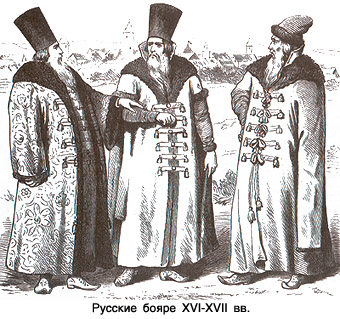
Boiardi russi nel XVI-XVII secolo

Il termine boiardo (anche boardo, o boiaro), tra il X e il XIV in Ucraina e Bielorussia, tra il XIV e il XVII secolo in Russia, e fino al XX secolo in Romania, indicava un feudatario dell'alta aristocrazia che aveva sotto il suo dominio dei territori e feudi particolarmente estesi e che era posizionato, in termini sociali di influenza e risorse, al di sopra di ogni altro nobile e al di sotto solo della classe reale.

## Etimologia
Secondo alcuni, la parola è di origine turca, composta dall'unione delle radici bay (ricco, nobile, signore nel senso di persona rispettabile, termine che è in uso ancora nel turco moderno) e är ("uomo").
Altre fonti ritengono invece derivi dal termine russo bojarin, dall'antico slava orientale boljarin, a sua volta estrapolato dal Turco baylar, plurale di bay, ricco. Non è comunque chiaro come un termine plurale quale baylar abbia potuto acquisire il significato di un sostantivo singolare come boiaro. Un'altra interpretazione etimologica vuole il termine boljarin, derivante dalla parola bulgara boila, nobile.

## Boiardi in Bulgaria
La più vecchia forma slava per boiardo — boljarin, pl. boljari (bulgaro: болярин, pl. боляри) — risale al X secolo e si può trovare nel periodo del Secondo Impero bulgaro dove potrebbe infatti essere derivata dall'antico titolo nobiliare bulgaro boila, che denotava presso quella popolazione un elevato status aristocratico. I membri della nobiltà durante il Primo Impero bulgaro erano infatti chiamati boila, mentre nel Secondo il titolo corrispondente si era trasformato in boljar or boljarin. Boljar, così come il suo predecessore, boila, era un titolo ereditario.
I boliari erano divisi in veliki (grandi) e mali (piccoli). Attualmente in Bulgaria la parola boliari è utilizzata come un soprannome per indicare gli abitanti di Veliko Tărnovo — la capitale del Secondo Impero bulgaro.

## Boiardi in Ucraina e Bielorussia
In lingua ucraina il singolare è boyáryn (боярин), il plurale boyáry (бояри) e la forma femminile boyarýnya (бояриня). In lingua bielorussa bajaryn (баярын), bajary (баяры), bajarynya (баярыня).
Nell'XI secolo i boiari ruteni detenevano un forte potere all'interno della società a causa del consistente supporto militare che concedevano ai principi della Rus' di Kiev. Il potere e il prestigio di questi ultimi finì infatti per dipendere quasi esclusivamente dall'intreccio di alleanze che riuscivano a tessere con i signori feudali.
I boiardi occupavano i più alti incarichi dello stato e, attraverso il concilio, all'interno del quale il sovrano godeva della sola autorità di primus inter pares, influenzavano le decisioni del principe. Ricevettero in tal modo un gran numero di terre e, come membri della consiglio, erano i maggiori legislatori della Rus'.
Dopo l'invasione mongola del XIII secolo, I boiardi galiziani ebbero grande influenza e potere nella vita del Regno di Rus' e spesso inscenarono rivolte anti-principe, che ebbero un ruolo significativo nel declino del Regno. Nel XIV secolo i boiardi delle Rutenia (Ucraina e Bielorussia) furono in parte incorporati nella nobiltà polacca in Occidente. Nel Granducato di Lituania, el nobiltà rutena mantenne la sua influenza fino all'inizio dell'influenza della Polonia sulla Lituania. Nei secoli XIV e XV coloro i quali fallirono nell'acquisire lo status di nobile, parteciparono alla formazione dell'organizzazione militare dei cosacchi nella parte meridionale dello stato Polacco-Lituano. Tuttavia alcuni di coloro che rifiutarono di adattarsi al nuovo ruolo emigrarono verso Mosca e diventarono funzionari di alto rango presso l'aristocrazia locale.

## Boiardi in Russia

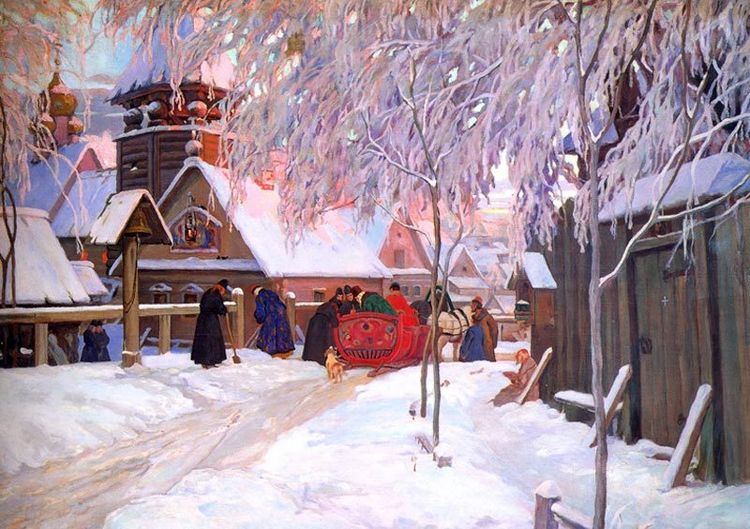
Un boiardo moscovita in visita alla sua chiesa di famiglia (1912), dipinto da Ivan Goryushkin-Sorokopudov.

In lingua russa il singolare è bojárin (боярин), il plurale bojáre (бояре) e la forma femminile bojárynja (боярыня).
A Mosca nel XIV e XV secolo i boiardi estesero la loro influenza. Tuttavia la loro forza svanì radicalmente quando, dopo aver avuto la reggenza del paese negli anni tra il 1533 e il 1547, Ivan IV revocò loro molti diritti, quali quello di poter lasciare un principe per servirne un altro o l'esenzione dal servizio militare, limitando inoltre di gran lunga la loro influenza.
Fallito il tentativo di tornare al potere dopo la morte di Ivan il Terribile vennero relegati a un ruolo di secondo piano dopo l'ascesa di Michele Romanov, fino ad essere parificati a funzionari statali dalle riforme politiche che lo zar Pietro I di Russia pose in essere nel 1711.

## Boiardi in Valacchia e Moldavia
Nelle regioni abitate dai romeni, la classe dei boiari (in romeno: boieri) emerse dai capi (nominati cneaz o jude nell'area a nord del Danubio e celnic a sud di quel fiume) delle comunità rurali dell'Alto Medioevo. Inizialmente elettive, le loro attribuzioni amministrative e giudiziarie furono in seguito tramandate ereditariamente e gradualmente si espansero ad altre comunità. Dopo l'apparizione nel loro territorio di strutture politiche più complesse, il potere centrale confermò il loro status privilegiato e incluse nelle loro prerogative chi si fosse distinto sul piano delle funzioni militari e civili, attribuendo loro terre dai fondi principeschi.
I boiardi si differenziarono allora progressivamente in "grandi" boiardi (che possedevano grandi e numerosi appezzamenti di terreno, ricoprendo inoltre un ruolo di primo piano nell'amministrazione pubblica) e "piccoli" boiardi (possessori di piccoli fondi e impiegati in incarichi minori). All'inizio della prima metà del XV secolo i boiardi diventarono la forza politica più importante in Valacchia e in Moldavia.
I boiardi di Moldavia e Valacchia incrementarono durante i decenni successivi i loro privilegi, che consistevano nel controllo assoluto dei territori da loro amministrati, nell'esenzione dalle tasse e dall'esclusiva delle funzioni pubbliche. Divisi in numerose fazioni cercarono frequentemente di rimuovere e rimpiazzare i principi di questi due stati, un processo spesso accompagnato da crimini e atrocità su entrambi i fronti. Dal XVI secolo i membri delle grande famiglie boiare rimpiazzarono le dinastie reali dei Basarabidi e dei Muşat sui troni rispettivamente di Moldavia e Valacchia.
Nel XVII e XVIII secolo la carica di boiardo fu messa in vendita dai principi ai cittadini più ricchi che in tal modo elevavano il proprio status, avendo accesso alle funzioni pubbliche. Nel XIX secolo molti dei boiardi di nuova nomina diventarono sostenitori di una politica di cambiamento e di riammodernamento, supportando inoltre l'ideale nazionalista che porterà nel 1859 all'unione di Moldavia e Valacchia in un unico stato. Nella nuova Romania i boiardi rimarranno una forza politica importante (anche se i loro privilegi furono gradatamente aboliti dagli anni trenta di quello stesso secolo) poiché proprietari di molte terre coltivabili, rappresentando l'agricoltura l'attività economica più importante del paese. I boiardi avevano inoltre una rappresentanza politica nel partito conservatore rumeno.
Nei rapidi cambiamenti economici della moderna Romania, i domini terrieri medievali furono convertiti in qualcosa di molto simile alle piantagioni coloniche, creando molte rivolte tra i contadini e generando la disapprovazione del resto d'Europa. Fu solo dopo le drammatiche circostanze che posero fine alla prima guerra mondiale che il governo rumeno pose in essere una riforma comprendente la redistribuzione delle terre. Tra il 1918 e il 1921, 60,000 chilometri quadrati di terra fu trasferita a 1,4 milioni di contadini, ponendo definitivamente fine allo strapotere economico dei boiardi.